# قنطين
قنطين أو قنطة أو كنتين أو كنتة هي إحدى بلديات منطقة أعلى فرنسا في إقليم الشمال. تبعد 8 كـم (5.0 ميل) جنوب شرق دُواي .